# Johan Fredrik Berwald
Johan Fredrik Berwald, född 4 december 1787, död 26 augusti 1861, var en svensk violinist, dirigent och tonsättare; han var kusin till Franz Berwald och August Berwald.

## Biografi
Johan Fredrik Berwald framträdde som musikaliskt underbarn på violin redan vid sex års ålder, och turnerade utomlands tillsammans med fadern Georg Johann Abraham Berwald, fagottist i Hovkapellet. Under fyra år från 1808 var Johan Fredrik solist i kejserliga kapellet i S:t Petersburg, blev violinist i Hovkapellet i Stockholm 1814, och hovkapellmästare 1823-1847. Under samma tid ledde han även Harmoniska Sällskapets konserter. 
I motsats till kusinen Franz Berwald åtnjöt Johan Fredrik framgångar som musiker under sin livstid. Kusinerna var stundom rivaler, och Johan Fredrik gjorde veterligen inga insatser att få Franz sceniska och symfoniska verk framförda. Han ansågs medelmåttig som dirigent och föråldrad som tonsättare, men hans införande av bland andra Webers och Meyerbeers operor blev stora framgångar, delvis tack vare Jenny Linds medverkan.
Ett par divertissement komponerades direkt för Jenny Lind, till exempel En majdag i Värend (1843) i ett slags nationellt tidsbunden och folkligt anpassad stil. Därutöver komponerade han orkester- och kammarmusik samt en del vokalmusik, varav inget kan sägas stå på konsertrepertoaren idag.
Berwald var gift med Mathilda Cohn. Han var far till konsertsångerskorna Fredrique Berwald och Hedda Berwald. Dottern Julie Berwald var en kort tid operasångerska på Kungliga Operan i Stockholm, där hon debuterade 1847, anställdes 1848, och slutade 1852, då hon gifte sig med friherre Knut Åkerhjelm.
Berwald invaldes som ledamot nr. 228 av Kungliga Musikaliska Akademien den 2 december 1818.

## Verkförteckning (i urval)
- L'héroine de l'amour filial Operett 1811 Sankt Petersburg
- Nya garnisonen Vaudeville 1 akt 8 april 1831 Stockholm, Kgl. Teatern
- Felsheims hussar Vaudeville 3 akter 10 februari 1832 Stockholm, Kgl. Teatern
- Ett national-Divertissement 1 akt Böttiger 6 februari 1843 Stockholm, Kgl. Teatern
- En majdag i Wärend Sångspel 1 akt Böttiger 11 maj 1843 Stockholm, Kgl. Teatern